# Vilson Basso
Vilson Basso SCI (* 16. Februar 1960 in Cinquentenário Tuparendi, Rio Grande do Sul, Brasilien) ist ein brasilianischer Geistlicher und römisch-katholischer Bischof von Imperatriz.

## Leben
Vilson Basso trat der Ordensgemeinschaft der Dehonianer bei, legte am 25. Februar 1985 die Profess ab und empfing am 28. Dezember 1985 die Priesterweihe.
Papst Benedikt XVI. ernannte ihn am 19. März 2010 zum Bischof von Caxias do Maranhão. Der Erzbischof von Florianópolis, Murilo Sebastião Ramos Krieger SCI, spendete ihm am 30. Mai desselben Jahres die Bischofsweihe; Mitkonsekratoren waren Geraldo Dantas de Andrade SCI, Weihbischof in São Luís do Maranhão, und Vital Chitolina SCI, Prälat von Paranatinga. Die Amtseinführung im Bistum Caxias do Maranhão fand am 19. Juni desselben Jahres statt.
Papst Franziskus ernannte ihn am 19. April 2017 zum Bischof von Imperatriz.